# Battaglia di Quota 70
La battaglia di Quota 70 fu uno scontro armato della prima guerra mondiale, avvenuto tra il 15 ed il 25 agosto 1917. L'attacco, doveva essere finalizzato a sottrarre forze tedesche dal fronte di Ypres. Anche se ebbe successo, la battaglia non comportò la liberazione di Lens.

## Svolgimento della battaglia
Dopo un consueto bombardamento, la fanteria avanzò e, a fine mattinata, i canadesi occuparono Quota 70. I tedeschi tentarono di contrattaccare anche con le armi chimiche. Il secondo attacco ebbe meno successo, ma raccolse successi intorno ai sobborghi occidentali di Lens. Il generale Currie dichiarò che questa fu la battaglia più dura alla quale il Corpo di spedizione canadese abbia partecipato.

## Perdite
Gli inglesi persero circa 9 200 uomini mentre i tedeschi contarono circa 30 000 perdite.